# 데미 어디주이베이
올루와디밀라디 "데미" 어디주이베이(영어: Oluwademilade "Demi" Adejuyigbe, /ˈdɛmi əˌdɪdʒuˈiːbeɪ/,, 1992년 8월 2일~)는 영국 태생의 미국의 작가, 희극인, 인플루언서이다. 《길모어 가이스》라는 이름의 팟캐스트를 공동 진행했으며, NBC의 코미디 시리즈 《굿 플레이스》와 CBS의 심야 프로그램 《더 레이트 레이트 쇼 위드 제임스 코든》의 작업에 참여한 사실로 잘 알려져 있다. 2018년에 벌처가 선정한 "당신이 꼭 알아야 하고 알게 될 38명의 희극인" 중 한 명으로 선정되었다.

## 어린 시절
어디주이베이는 1992년 영국 런던에서 나이지리아인 부모 사이에서 태어났고, 5살 무렵까지 영국에서 살았다. 그의 가족은 미국 텍사스주 댈러스로 이주했고, 어디주이베이는 2013년에 캘리포니아주 로스앤젤레스로 다시 거주지를 옮겼다. 그에게는 '테밀로루와'라는 이름의 여동생이 있었다. 어디주이베이는 텍사스주에 있는 고등학교를 다녔고 이후 텍사스 대학교 오스틴에 진학했으며, 라디오, 텔레비전 및 영화 전공으로 학사 학위를 받았다.

## 경력

### 시작과 소셜 미디어
어디주이베이는 처음에 'Electrolemon'이라는 닉네임으로 숏폼 공유 플랫폼인 바인에서 활동하며 유명세를 얻었다. 어디주이베이는 대학교 졸업 후 로스앤젤레스로 건너가 폭스 애니메이션 도미네이션 HD 프로그래밍에서 행정 담당자로 근무했고, 이후 벤 스틸러의 회사인 레드 아워 프로덕션에서 인턴으로 일했다. 이후 퍼니 오어 다이의 디지털 팀에서 바인 프로듀서로 일했고, 2014년에는 @미드나이트의 디지털 프로듀서가 되었다. 어디주이베이는 @미드나이트의 스핀오프 토크 쇼인 포인츠 파티를 진행했는데, 이 프로그램은 스냅챗에서만 독점 공개되었다.
어디주이베이는 자신이 트위터나 유튜브에 코미디 음악 영상을 올려 인기를 얻기 시작했다. 이러한 영상 중에는 윌 스미스 스타일을 패러디한 랩 영상과 어스, 윈드 & 파이어의 노래 〈September〉에 맞추어 춤을 추는 영상 등이 있었는데, 특히 후자의 영상은 노래의 가사에 언급되는 날짜인 9월 21일에 맞추어 매년 업로드되었다. 2018년, 어디주이베이는 자신이 영상에 착용했던 것과 동일한 티셔츠를 판매했고, 이로 인해 얻은 17,000달러 이상의 수익금 전액을 RAINN(성폭력 피해자 전국 지원 네트워크), RAICES(난민·이민자 교육 법률 지원 센터), 전국 트랜스젠더 평등 센터(NCTE)에 기부했다. 2020년에는 영상을 자선 기금 모금에 활용해 30만 달러 이상을 모금했고, 이를 여러 지역사회 단체들에 기부했다. 2021년에는 프레드 아스테어와 라이오넬 리치처럼 천장에서 춤을 추는 모습과 어스, 윈드 & 파이어 멤버들의 감사 인사가 담긴 영상으로 9월 21일마다 올렸던 영상에도 끝을 맺었는데, 하루 만에 80만 달어 이상의 기금을 모아 이매진 워터웍스, 웨스트 펀드, 선라이즈 무브먼트에 전달했다. 2022년에는 내털리 워커가 라나 델 레이 스타일로 부른 영화 《스튜어트 리틀》의 테마곡을 공개했고, 수익금은 뉴욕 낙태 접근성 기금에 기부되었다.
어디주이베이는 미국 민주사회주의자들의 회원이며, 2020년 로스앤젤레스 선거 당시 니티아 라만의 선거 운동을 돕기도 했다.

### 글쓰기

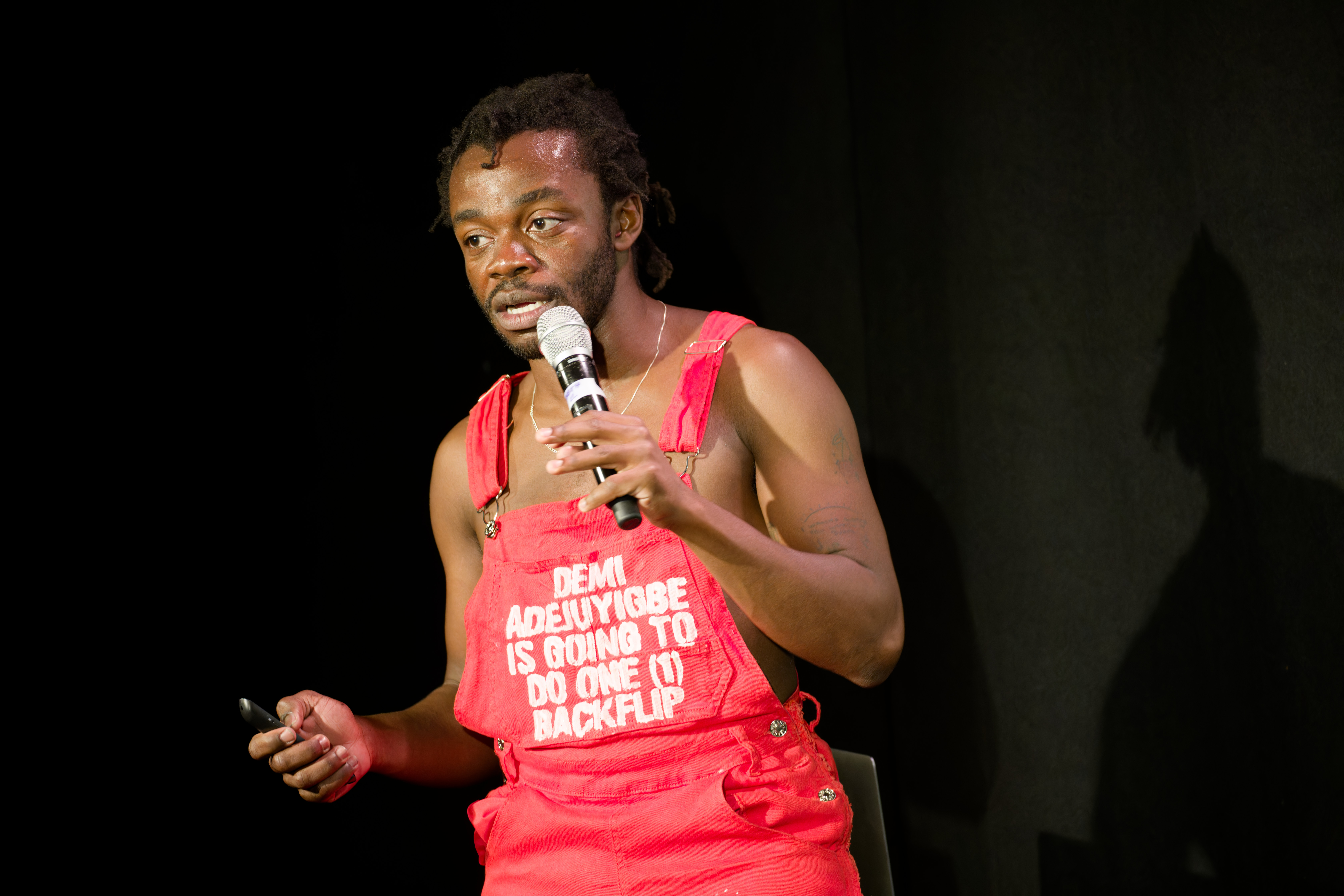
2024년 에든버러 페스티벌 프린지에서 공연하는 어디주이베이

어디주이베이는 NBC의 《굿 플레이스》 첫 번째 시즌 작가진에 합류했으며, 시즌 10번째 에피소드인 "Chidi's Choice"의 각본 담당으로 이름을 올렸다. 그리고 2019년 여름까지는 CBS의 《더 레이트 레이트 쇼 위드 제임스 코든》의 작가로 일했다. 2020년에는 《더 앰버 러핀 쇼》의 작가로 일했다.
또한 《더 뉴요커》, 《가디언》, 소트 카탈로그, 칼리지유머, 《더 헤어핀》 등과 같은 다양한 매체에 글을 기고해왔다.

### 팟캐스트
어디주이베이는 케빈 T. 포터와 함께 팟캐스트 《길모어 가이스》를 2014년부터 2017년까지 공동 진행했는데, 시트콤 《길모어 걸스》의 모든 에피소드에 관한 토론이 주된 내용이었다. 코미디 극단 업라이트 시티즌스 브리게이드에서 함께 즉흥극 수업을 들었던 포터가 트위터에 팟캐스트에 출연할 게스트와 공동 진행자를 찾는 글을 올리자 어디주이베이가 이에 응답하며 해당 팟캐스트에 참여하게 되었다. 2016년 11월까지 《길모어 가이스》는 각 에피소드 당 15만에서 20만 회 사이의 다운로드를 기록했다. 2017년, 잡지 《타임》은 《길모어 가이스》를 "현재 최고의 팟캐스트 50" 중의 하나로 선정했다. 어디주이베이는 미국 전역에서 송출되는 팟캐스트 라이브 쇼를 진행했으며, 《길모어 걸스》의 후속작인 《길모어 걸스 : 한 해의 스케치》에 카메오로 출연하기도 했다.
또한 어디주이베이는 2017년 초부터 2019년 말까지 《펀치 업 더 잼》이라는 이름의 팟캐스트에서 총 86편의 에피소드를 진행했으며, 해당 팟캐스트의 공동 진행자는 배우이자 가수이며 바인에서도 활동하는 미엘 브레이도였다. 두 사람은 잘 알려진 노래들을 분석하고 패러디 곡을 만들었다. 2019년 6월, 어디주이베이는 피오나 애플의 《When the Pawn...》, 더 블랙 키스의 《Brothers》, 카니예 웨스트의 《The Life of Pablo》, 라디오헤드의 《In Rainbows》와 같은 유명한 음반 커버들을 참조한 이미지들로 구성된 트윗을 올리며 《펀치 업 더 잼》에서의 하차를 발표했으며, "멋진 시간을 보냈지만, 이제 떠날 때가 되었습니다. 제 마지막 에피소드들은 9월에 공개될 예정입니다."라고 밝혔다. 브레이도는 단독 진행자로서 팟캐스트 진행을 계속 이어갔으며, 팟캐스트에서 다뤘던 노래들을 반드시 패러디하지 않는다거나 롭 무스가 팟캐스트에 참여하는 등 프로그램 형식을 약간 변경했다. 어디주이베이는 2020년 11월에 《펀치 업 더 잼》에서 위저의 노래 〈Beverly Hills〉를 다룬 에피소드에 게스트로 출연했다.
어디주이베이는 《코미디 뱅 뱅》, 《블랭크 체크 위드 그리핀 & 데이비드》, 《맥시멈 필름!》, 《홈 쿠킹》, 《U Talkin' Talking Heads 2 My Talking Head》과 같은 팟캐스트에도 게스트로 출연해왔다.

### 코미디 쇼
2024년, 어디주이베이는 에든버러 페스티벌 프린지에서 'Demi Adejuyigbe is Going to Do One (1) Backflip'이라는 이름의 코미디 공연을 관객 앞에서 선보였다.